# کرم نواری گاو
کرم نواری گاو (نام علمی: Taenia saginata) نام یک گونه از سرده کرم کدو است.